# Theodor von Sitten

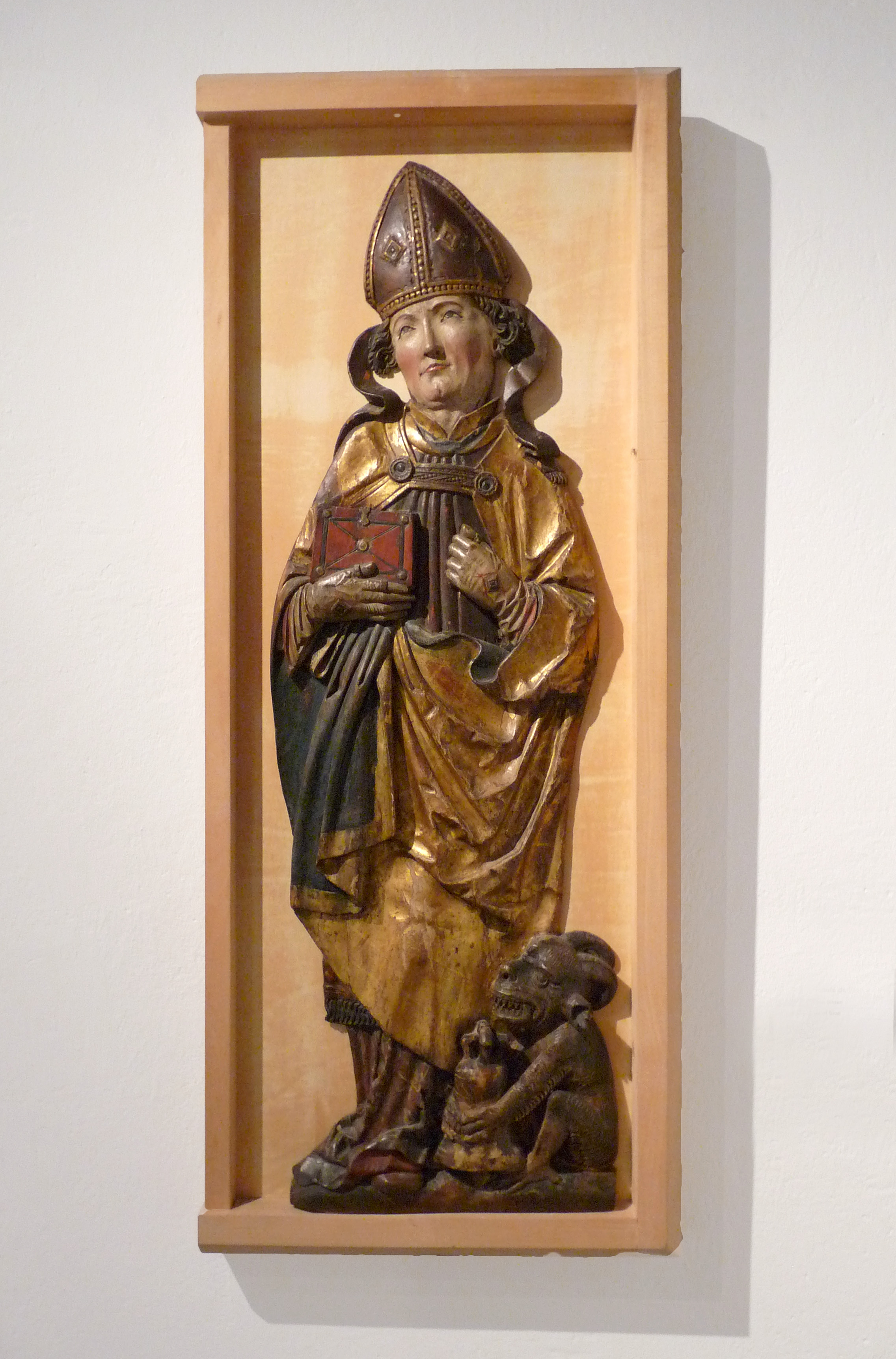
Figur des heiligen Theodor von Sitten mit Glockenteufel (um 1515–1520, Frauenhausmuseum in Strassburg)

Der heilige Theodor von Sitten (auch Theodul, lateinisch Theodulus Sedunensis, alemannisch San(k)t Joder, bündnerromanisch Sogn Gioder; † um 400) war der erste bekannte Bischof von Octodurum (heute Martigny, Unterwallis, Schweiz). Er ist Landespatron des Kantons Wallis sowie des Bistums Sitten. Sein Patronats- und Gedenktag ist der 16. August.

## Leben

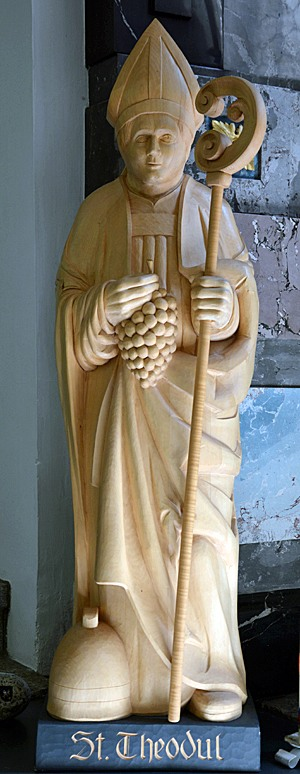
Moderne Holzplastik des hl. Theodul mit Trauben in der Pfarrkirche von Isenthal

Theodor bzw. Theodul war vermutlich um 375 der erste Bischof von Octodurum. Er war persönlich bekannt mit dem heiligen Ambrosius von Mailand und nahm 381 an der Synode von Aquileia und vermutlich auch 393 an der Synode von Mailand teil. Dieser Theodor entdeckte laut dem Zeugnis des Eucherius von Lyon (Passio Acaunensium martyrum, um 430) die Gebeine des heiligen Mauritius, des Anführers der sagenhaften Thebäischen Legion, und dessen Gefährten und liess für sie in Octodurum eine Basilika erbauen.
Mehr ist über die historische Person nicht bekannt. Spätere Quellen verlegen den Heiligen in das sechste oder gar das neunte Jahrhundert:
Die sogenannte Stiftungsurkunde der Abtei, datiert auf das späte 8. oder frühe 9. Jahrhundert, macht Theodor zu einem Zeitgenossen des heiligen Sigismund von Burgund (6. Jahrhundert). Eine eigentliche Heiligenvita Theodors ist erst aus dem 12. Jahrhundert überliefert (Vita beati Theodori Sedunensis episcopi), verfasst durch einen Mönch Ruodpertus, verfasst vermutlich im 11., frühestens im 10. Jahrhundert. Hier wird Theodor zum Zeitgenossen Karls des Grossen und empfängt von diesem das Wallis als Lehen.

## Verehrung und Patronate
Die Gebeine des heiligen Theodor wurden vermutlich mit der Verlegung des Bischofssitzes im späten 6. Jahrhundert nach Sitten überführt. Während der Besetzung der Stadt Sitten durch französische Truppen 1798 gingen sie verloren. Die Verehrung des heiligen Theodul ist erstmals für das Jahr 999 urkundlich belegt. Sie verbreitete sich von Sitten und über Engelberg (12. Jahrhundert) in die übrige Schweiz und Süddeutschland (das damalige Herzogtum Schwaben) sowie weiter nach Savoyen und mit dem Zug der Walser auch nach Vorarlberg.
Theodul ist Schutzpatron des Wallis sowie, zusammen mit dem heiligen Nikolaus, auch Schutzpatron der Walser sowie Glocken-, Wetter-, Winzer- und Viehpatron. Ferner ist Theodul auch Stadtpatron im schwäbischen Ehingen, wo ihm vor dem Ständehaus der Theodulbrunnen von 1987 gewidmet ist.

## Ikonographie
Die ältetesten bekannten bildlichen Darstellungen von Theodor-Theodul stammen aus dem ausgehenden 13. Jahrhundert. Die älteste erhaltene Skulptur dürfte eine sitzende Bischofsfigur aus von Saint-Luc sein, deren Identifizierung als Theodul allerdings unsicher bleibt. Die ältesten Darstellungen Theoduls mit seinen Attributen stammen aus dem 15. Jahrhundert.
Theodors bzw. Theoduls Hauptattribut ist der glockentragende Teufel. Dies nach einer spätmittelalterlichen Legende, laut der der Teufel für Theodul eine Glocke von Rom in das Wallis tragen musste. Weitere Attribute sind der Bischofsstab, ein Schwert, sowie eine Weintraube. Die Darstellung mit Schwert bezieht sich auf eine Legende, die Theodul in die Zeit Karls des Großen versetzt und berichtet, Karl habe Theodul die Hoheitsrechte über das Wallis verliehen. Die Darstellung des Heiligen mit dem Attribut des glockentragenden Teufels ist wesentlich Matthäus Schiner (r. 1499–1522) zu verdanken. Nicht nur stellte Schiner den Heiligen wiederholt mit dem Glockenteufel auf seinen Münzen dar, er erbaute auch die Kirche St. Theodul in Sitten, in der der Heilige wiederholt zusammen mit dem Glockenteufel abgebildet wurde.
Münzen des Bistums Sitten, geprägt unter Matthäus Schiner und seinem Vorgänger und Onkel Nikolaus Schiner (r. 1496–1499, mit Matthäus als Vikar) zeigen den heiligen Theodul teilweise mit Bischofsstab und Schwert zusammen mit dem Glockenteufel oder mit Glocke (ohne Teufel), auch mit geschultertem Schwert und Krummstab zusammen mit der hl Katharina von Alexandria, und auf dem größeren Guldiner (1498) auch kniend, von Kaiser Karl dem Großen das Schwert entgegennehmend. Die einzige bekannte Walliser Goldmünze, ein Dukat von Hildebrand von Riedmatten (r. 1565–1604) zeigt das Riedmatter Familienwappen mit dem über den Wappenschild hinausragenden Oberkörper des hl. Theodul mit Schwert und Krummstab.
Die Darstellung mit Weintraube bezieht sich auf ein Weinwunder, die unerschöpfliche „St. Jodernkufe“. Daneben wird er auch dargestellt, wie er die Reliquien der thebäischen Märtyrer einsammelt, und vereinzelt auch, wie er ein ertrunkenes Kind wieder zum Leben erweckt.

## Theodulsglocke
Die Legende zu Theodul und der Glocke ist nicht in der Vita des Ruodpertus überliefert, sondern entstammt späterem Volksgut.  Fassbar wird sie erst gegen Ende des 15. Jahrhunderts.
Laut dieser Legende habe Theodul in Rom den Papst vor einer Versuchung gerettet. Zum Dank erhielt er eine Glocke. Der Teufel selbst habe Theodul zusammen mit seiner Glocke auf seinem Buckel durch die Lüfte von Rom bis nach Sitten tragen müssen. Die älteste Überlieferung dieser Legende datiert auf 1491, in einer Walliser Handschrift die ebenfalls einem Ruodpertus zugeschrieben ist. In späteren Abwandlungen, aufgrund des ikonographischen Attributs des Teufels mit geschulterter Glocke, habe der Teufel die Glocke auf seinem Buckel für Theodul über die Alpenpässe tragen müssen. Auf dieser Variante der Legende beruht die Benennung des zuvor als Augsttalpass bekannten Alpenübergangs als Theodulpass (um 1700).
In Sitten wurden Fragmente der Glocke Theoduls gezeigt, angeblich wurden der ursprünglichen Glocke auch immer wieder kleine Partikel entnommen und beim Guss weiterer Wetterglocken zugesetzt. Beim Läuten sollte Theoduls Fürsprache drohendes Unwetter abwenden. Eine solche Theodulsglocke wird von Theodor Vernaleken in Masescha (Triesenberg, Liechtenstein) beschrieben.
Die Glocke findet sich im Wappen mehrerer Walsergemeinden, so von Tschappina und von Triesenberg.